# Dwór w Czaplach Małych
Dwór w Czaplach Małych – dwór znajdujący się w województwie małopolskim, w powiecie miechowskim, w gminie Gołcza, w Czaplach Małych.
Budynek pochodzący z ostatniej ćwierci XIX wieku, park oraz figura M. Bożej wpisane zostały do rejestru zabytków nieruchomych województwa małopolskiego. 

## Historia
Na początku XIX wieku wieś kupił Szymon Milieski (1783–1858), a po nim odziedziczył ją urodzony w Czaplach Małych jego syn Franciszek Milieski (1827–1894). Następnie majątek przeszedł do rodziny Romerów a potem do Popielów. Dwór został wybudowany w ostatniej ćwierci XIX wieku.

## Architektura
Dwór murowany, piętrowy, z bocznym piętrowym skrzydłem, całość nakryta dachem dwuspadowym. W XX wieku dobudowano aneksy. W środku fasady ryzalit, o ostrołukowo wykrojonych otworach okiennych.